# Ludwig Hermann (Maler)
Elias Ludwig Hermann (* 6. April 1812 in Greifswald; † 29. Dezember 1881 in Berlin) war ein deutscher Landschafts- und Marinemaler.

## Leben
Ludwig Hermann wurde als Sohn des Gärtners Wilhelm Hermann und dessen Ehefrau Sophie, geb. Weber in Greifswald geboren und wuchs in Anklam auf, wo seine Eltern auch verstarben. Im Alter von 19 Jahren erfolgte 1831 die Aufnahme an der Preußischen Akademie der Künste in Berlin, wo er Schüler Johann Gottfried Schadows war. Ab 1836 nimmt er an den Berliner Akademie-Ausstellungen teil. Um 1837/38 hält er sich in Paris auf, wo er Schüler von Eugène Isabey und Eugène Lepoittevin ist. Er kehrt anschließend nach Berlin zurück und reist 1842/43 nach Italien. Zwischen 1862 und 1873 hat sich Hermann mehrfach in London aufgehalten und war dort an Ausstellungen beteiligt. Verheiratet war er mit Auguste, geb. Dupont, die ihn überlebte.

## Werke (Auswahl)
- Der Hafen von Rouen in der Normandie, Verbleib unbekannt (BAA 1838, Nr. 300)
- Erinnerungen aus der Normandie, Verbleib unbekannt (BAA 1838, Nr. 301)
- Französischer Strand, Verbleib unbekannt (BAA 1839, Nr. 313)
- Seestadt an der Küste der Normandie, Verbleib unbekannt (ebd., Nr. 314)
- Lotsenstation an der Küste der Normandie, Verbleib unbekannt (BAA 1840, Nr. 292)
- Strand bei Dieppe, Verbleib unbekannt (BAA 1842, Nr. 338).